# Мтісдзірі
Мтісдзірі (груз. მთისძირი) — село в Грузії.
За даними перепису населення 2014 року в селі проживає 829 осіб.